# Marci Brickhouse
Marci A. Brickhouse (* 3. Oktober 1967) ist eine Schauspielerin.

## Leben
Brickhouse hatte 1992 ihre erste Filmrolle in Last Dance – Tödliche Leidenschaft. Auftritte in Fernsehserien folgten, wie etwa in Eine schrecklich nette Familie (1995), Der Prinz von Bel-Air (1995), Star Trek: Deep Space Nine (1995), Palm Beach-Duo (1997), Susan (1997), Caroline in the City (1997), Baywatch – Die Rettungsschwimmer von Malibu (1998), Nash Bridges (1998), Das Leben und Ich (1999), CSI: Den Tätern auf der Spur (2001) und Polizeibericht Los Angeles (2003).
Im November 2002 gewann sie beim New York International Independent Film & Video Festival den Actor Award als Beste Schauspielerin in der Kategorie Kurzfilm für ihre Rolle in Notoriety.

## Filmografie

### Filme
- 1992: Last Dance – Tödliche Leidenschaft (Last Dance)
- 2002: Notoriety (Kurzfilm)
- 2002: Hitters

### Fernsehserien
- 1993: Parker Lewis – Der Coole von der Schule (Parker Lewis, eine Folge)
- 1995: Burkes Gesetz (Burke's Law, eine Folge)
- 1995: Eine schrecklich nette Familie (Married with Children, eine Folge)
- 1995: Der Prinz von Bel-Air (The Fresh Prince of Bel-Air, zwei Folgen)
- 1995: Star Trek: Deep Space Nine (eine Folge)
- 1997: Chicago Sons (eine Folge)
- 1997: Palm Beach-Duo (Silk Stalkings, eine Folge)
- 1997: Susan (Suddenly Susan, eine Folge)
- 1997: Caroline in the City (eine Folge)
- 1998: Jesse (eine Folge)
- 1998: Baywatch – Die Rettungsschwimmer von Malibu (Baywatch, zwei Folgen)
- 1998: Nash Bridges (eine Folge)
- 1999: Das Leben und Ich (Boy Meets World, eine Folge)
- 2001: CSI: Den Tätern auf der Spur (CSI: Crime Scene Investigation, eine Folge)
- 2001: V.I.P. – Die Bodyguards (V.I.P., eine Folge)
- 2003: Polizeibericht Los Angeles (Dragnet, eine Folge)

## Auszeichnungen
- 2002 – November: New York International Independent Film & Video Festival – Actor Award als Beste Schauspielerin in der Kategorie Kurzfilm für Notoriety[3]